# Guerre Silla-Tang
La guerre Silla-Tang (668–676) oppose le royaume coréen de Silla et ses alliés aux Chinois de la dynastie Tang. Elle trouve sa source dans le contexte géopolitique de la période qui suit immédiatement la défaite et la conquête des royaumes de Koguryo et Baekje, qui sont tombés face aux troupes de Silla et des Tang, qui étaient alors des alliés.
Cette guerre entre anciens alliés commence à cause des conflits liés au partage des terres des vaincus et s’achève par une trêve à cause des problèmes de politique intérieures des deux combattants. Finalement, les belligérants se partagent la Corée en prenant le fleuve Taedong comme frontière entre leurs deux territoires.

## Contexte
Après leur défaite face à l'alliance Silla-Tang, les royaumes coréens de Baekje et Koguryo ont vu leurs territoires respectifs occupés par les armées des deux alliés. Après la chute du Koguryo en l'an 668, l'empereur Tang Gaozong crée le Protectorat général pour pacifier l'Est pour gouverner les terres du vaincu et tente de placer l'ensemble de la péninsule coréenne, y compris son ancien allié Silla, sous son emprise. Ce changement d'attitude de la Chine et les volontés hégémoniques des Tang sonnent le glas de l'alliance Silla-Tang, le royaume coréen mettant tout en œuvre pour résister à son nouveau et puissant voisin.
Pour faire face à cette menace, le Roi Munmu de Silla organise une coalition contre les Tang en s'alliant avec les derniers soldats de Baekje et Koguryo qui résistent encore aux Chinois, dont Geom Mojam et Anseung. Le but de Munmu n'est pas de simplement d'assurer la survie de son royaume, mais aussi de s'emparer des terres du royaume de Baekje et des territoires les plus au sud du Koguryo. La lutte entre les Chinois et les Coréens commence presque immédiatement après la création du Protectorat général et embrase la Corée pendant la plus grande partie de la décennie 670.

## Déroulement des opérations
Entre 668 et 674, le cours de la guerre tourne de manière très favorable à Silla. En effet, après des années de combats, le Roi Munmu a réussi à s'emparer de la totalité des territoires des anciens royaumes de Baekje et Koguryo, dont en soutenant les différents mouvements de résistance des peuples autochtones dans les autres territoires coréens encore occupés par les Tang.
En 674, l'empereur Tang Gaozong, en colère, donne à Kim Inmun (김인문)(金仁問), le frère du Roi Munmu, le titre de roi de Silla et met Liu Rengui à la tête d'une armée pour qu'il parte attaquer Silla. Cependant, avant même que ne débutent les premiers combats, le Roi Munmu présente des excuses officielles à Gaozong et lui verse un tribut. Les raisons exactes de ce revirement restent inconnues, mais cela suffit à satisfaire l'empereur Gaozong, qui met fin à la campagne militaire et rappelle Kim Inmun.
Mais cette trêve ne dure pas, car dès 675, le général chinois Li Jinxing (李謹行) pénètre dans le royaume de Silla par la voie terrestre, avec l'aide des tribus du peuple Mohe fidèles aux Tang. Jinxing espère vaincre et annexer Silla, mais il est vaincu par une armée coréenne devant les murs de la forteresse de Maeso, qui est située dans ou à proximité de l'actuel district de Yeoncheon.
Les Tang lancent une nouvelle attaque contre Silla en 676, cette fois-ci par la voie maritime. Une flotte chinoise commandée par Xue Rengui traverse la mer Jaune pour attaquer le royaume coréen, mais est repoussée après une bataille navale qui a lieu au large des côtes ouest de la Corée.

## Conséquences
En 676, le gouvernement Tang prend acte de son incapacité à reprendre le sud de la Corée et déplace le siège du Protectorat Général pour pacifier l'est dans le Liaodong. Mais même si les Tang ont perdu les territoires situés au sud du fleuve Taedong, Silla n'a pas réussi à s'emparer de ceux qui sont au nord et sur lesquels les Tang ont réussi à renforcer leur contrôle. En résumé, l'empire Tang a pris le contrôle de la péninsule du Liaodong, tandis que Silla s'est emparé de la péninsule de Corée. Cependant, la situation change en 698, lorsque Dae Jo-Yeong, un ancien général du Koguryo, rassemble autour de lui les derniers soldats fidèles à l'ancien royaume coréen et plusieurs tribus du peuple Moe, avant de déclencher une révolte. Après avoir vaincu les Tang lors de la bataille de Tianmenling, il fonde le royaume de Balhae, qui se pose en successeur du Koguryo. Au fil des conflits et des victoires, le nouveau royaume prend le contrôle de la majeure partie de l'ancien territoire du Koguryo et s'étend vers le nord-est. À la suite d'une révolte des Turcs orientaux en 679, l'empereur Gaozong doit redéployer ses troupes pour faire face à la nouvelle menace et abandonne ses plans d'invasion de la péninsule coréenne. Les relations entre la dynastie Tang et le royaume de Silla sont suspendues jusqu'au début du VIIIe siècle,, lorsque le roi Seongdeok de Silla (702 – 737) et l'empereur Tang Xuanzong (712 – 755) renouent les liens diplomatiques et entament une réconciliation entre les États.
Bien qu'ils aient été des ennemis des Tang, un certain nombre de fonctionnaires et de commandants du Koguryo intègrent l'administration et l'armée de la dynastie Tang, comme les frères Yeon Namsaeng et Yeon Namsan, qui sont les fils de Yeon Gaesomun. De tels dirigeants et responsables, ainsi que leurs descendants, dont Go Seonji fait partie, occupent des postes de hauts fonctionnaires au sein de la bureaucratie Tang et se révèlent être des généraux et des administrateurs compétents.
Après ce conflit, les différents royaumes coréens des siècles suivants, y compris Silla, finissent tous par faire le choix de la coopération avec les Chinois, afin de garantir leur indépendance et d'éviter de subir de nouvelles tentatives d'invasion de la part des différentes dynasties chinoises. Cette stratégie s'est avérée efficace et a permis à la Corée d'éviter d’être annexée et assimilée par son puissant voisin.